# Méchant (chanson)
Pour les articles homonymes, voir Méchant.
 (mai 2020).
Singles de Niska featuring Ninho
Bâtiment
(2019) Siliconé
(2020)
Méchant est un single du rappeur français Niska en collaboration avec Ninho issu de l'album Mr Sal sorti en septembre 2019.

## Historique

### Contexte
Il s'agit du troisième featuring entre les deux artistes après avoir collaboré sur le morceau  Elle a mal tiré de la mixtape M.I.L.S et Maman ne le sait pas issue de l'album Destin tous deux projets de Ninho. C'est la première fois que Niska invite ce dernier.

### Accueil commercial
En France, la chanson est classée à la première place du top et est certifiée single de platine.

## Clip
Le clip sort le 23 décembre 2019.

## Classements
| Classements (2019)           | Meilleure position |
| ---------------------------- | ------------------ |
| France (SNEP)                | 1                  |
| Suisse (Schweizer Hitparade) | 24                 |

## Certification
| Pays   | Organisme | Certification | Seuil       |
| ------ | --------- | ------------- | ----------- |
| France | SNEP      | Diamant       | 50 millions |